# قائمة الشركات الكويتية

موقع الكويت

تقع دولة الكويت في آسيا الغربية في الطرف الشمالي من شبه الجزيرة العربية الشرقية عند رأس الخليج الفارسي، وتحدها العراق والمملكة العربية السعودية. واعتبارًا من عام 2016، بلغ عدد سكان الكويت 4.2 مليون نسمة؛ منهم 1.3 مليون كويتي، و2.9 مليون من الوافدين. تم اكتشاف احتياطيات النفط في عام 1938.
ومن عام 1946 حتى عام 1982، شهدت البلاد عملية تحديث واسعة النطاق. وفي ثمانينيات القرن العشرين، مرت الكويت بفترة من عدم الاستقرار الجيوسياسي وأزمة اقتصادية أعقبت انهيار سوق الأسهم. 
في عام 1990، تعرّضت الكويت للغزو من قبل العراق. وانتهى الاحتلال العراقي في عام 1991 بعد تدخل عسكري من قبل قوات التحالف. وعقب انتهاء الحرب، بُذلت جهود واسعة لإحياء الاقتصاد وإعادة بناء البنية التحتية الوطنية.

## شركات بارزة
تتضمن هذه القائمة الشركات البارزة التي يقع مقرها الرئيسي داخل الدولة. حيث يتبع تصنيف الصناعة والقطاع نظام تصنيف المؤشرات الصناعية القياسي. كما تشمل القائمة المؤسسات التي توقفت عن العمل.
| الاسم                                                     | الصناعة             | القطاع                     | المقر الرئيسي | سنة التأسيس | الملاحظات                                    | الحالة |
| --------------------------------------------------------- | ------------------- | -------------------------- | ------------- | ----------- | -------------------------------------------- | ------ |
| أجيليتي للخدمات اللوجستية                                 | الصناعات            | خدمات التوصيل              | الصليبية      | 1979        | النقل                                        | قائمة  |
| مجموعة الغانم                                             | التكتلات            | -                          | مدينة الكويت  | 1932        | الإعلام، السلع الاستهلاكية، الصناعات         | قائمة  |
| مجموعة الملا                                              | التكتلات            | -                          | مدينة الكويت  | 1938        | السلع الاستهلاكية، المالية، الصناعات         | قائمة  |
| مجموعة أمريكانا                                           | السلع الاستهلاكية   | المنتجات الغذائية          | مدينة الكويت  | 1964        | شركة أغذية متكاملة                           | قائمة  |
| بنك بوبيان                                                | المالية             | البنوك                     | مدينة الكويت  | 2004        | بنك إسلامي                                   | قائمة  |
| بنك برقان                                                 | المالية             | البنوك                     | مدينة الكويت  | 1977        | بنك، تابع لشركة مشاريع الكويت (كيبكو)        | قائمة  |
| بنك الكويت المركزي                                        | المالية             | البنوك                     | مدينة الكويت  | 1969        | البنك المركزي                                | سيادية |
| سينسكيب                                                   | الخدمات الاستهلاكية | الخدمات الترفيهية          | مدينة الكويت  | 1954        | سلسلة دور سينما                              | قائمة  |
| فاست للاتصالات                                            | الاتصالات           | الاتصالات الثابتة          | مدينة الكويت  | 2001        | مزود خدمة إنترنت                             | قائمة  |
| بنك الخليج                                                | المالية             | البنوك                     | مدينة الكويت  | 1960        | بنك                                          | قائمة  |
| جلف سات                                                   | الاتصالات           | الاتصالات المتنقلة         | مدينة الكويت  | 1995        | خدمات الأقمار الصناعية، تابعة لشركة كيبكو    | قائمة  |
| بنك الصناعة الكويتي                                       | المالية             | البنوك                     | مدينة الكويت  | 1973        | بنك                                          | سيادية |
| طيران الجزيرة                                             | الخدمات الاستهلاكية | شركات الطيران              | مدينة الكويت  | 2004        | شركة طيران                                   | قائمة  |
| شركة مشاريع الكويت (كيبكو)                                | المالية             | الاستثمار العقاري والتطوير | مدينة الكويت  | 1975        | شركة قابضة                                   | قائمة  |
| الخطوط الجوية الكويتية                                    | الخدمات الاستهلاكية | شركات الطيران              | مدينة الكويت  | 1953        | شركة طيران                                   | قائمة  |
| بيت التمويل الكويتي (بيتك)                                | المالية             | البنوك                     | مدينة الكويت  | 1977        | بنك إسلامي                                   | قائمة  |
| شركة البترول الوطنية الكويتية                             | النفط والغاز        | الاستكشاف والإنتاج         | مدينة الكويت  | 1960        | بتروكيماويات                                 | سيادية |
| شركة نفط الكويت                                           | النفط والغاز        | الاستكشاف والإنتاج         | الأحمدي       | 1934        | استكشاف النفط، تابعة لمؤسسة البترول الكويتية | قائمة  |
| شركة الكويت للأوكسجين والأسيتيلين (تابعة لشركة جلف كرايو) | الصناعة الكيميائية  | الغازات الصناعية           | مدينة الكويت  | 1953        | مواد كيميائية                                | قائمة  |
| مؤسسة البترول الكويتية                                    | النفط والغاز        | الاستكشاف والإنتاج         | ميناء الشويخ  | 1980        | بترول                                        | سيادية |
| شركة البترول الكويتية العالمية                            | النفط والغاز        | الاستكشاف والإنتاج         | مدينة الكويت  | 1983        | نفط وغاز                                     | قائمة  |
| مجموعة الخرافي                                            | التكتلات            | -                          | مدينة الكويت  | 1956        | صناعات، مالية، اتصالات                       | قائمة  |
| شركة المسيلة للتجارة                                      | الخدمات الاستهلاكية | متاجر متخصصة               | مدينة الكويت  | 1972        | سلع استهلاكية متنوعة                         | قائمة  |
| شركة محمد حمود الشايع                                     | التكتلات            | -                          | مدينة الكويت  | 1890        | تجارة تجزئة، مطاعم                           | قائمة  |
| بنك الكويت الوطني                                         | المالية             | البنوك                     | مدينة الكويت  | 1952        | بنك                                          | قائمة  |
| شركة الوطني للاستثمار (NBK Capital)                       | المالية             | إدارة الأصول               | مدينة الكويت  | 2005        | خدمات مالية                                  | قائمة  |
| فنادق ومنتجعات سفير                                       | الخدمات الاستهلاكية | الفنادق                    | غير معروف     | غير معروف   | فنادق                                        | قائمة  |
| مركز سلطان                                                | الخدمات الاستهلاكية | متاجر وموزعون غذائيون      | مدينة الكويت  | 1976        | تجارة التجزئة والبقالة                       | قائمة  |
| الشركة المتحدة لصيد الأسماك                               | السلع الاستهلاكية   | الزراعة وصيد الأسماك       | غير معروف     | غير معروف   | أسماك وروبيان                                | قائمة  |
| الشبكات المتحدة                                           | الاتصالات           | الاتصالات الثابتة          | مدينة الكويت  | 2005        | مزود إنترنت وتوزيع                           | قائمة  |
| زين                                                       | الاتصالات           | الاتصالات المتنقلة         | مدينة الكويت  | 1983        | مزود خدمات الهاتف النقال                     | قائمة  |

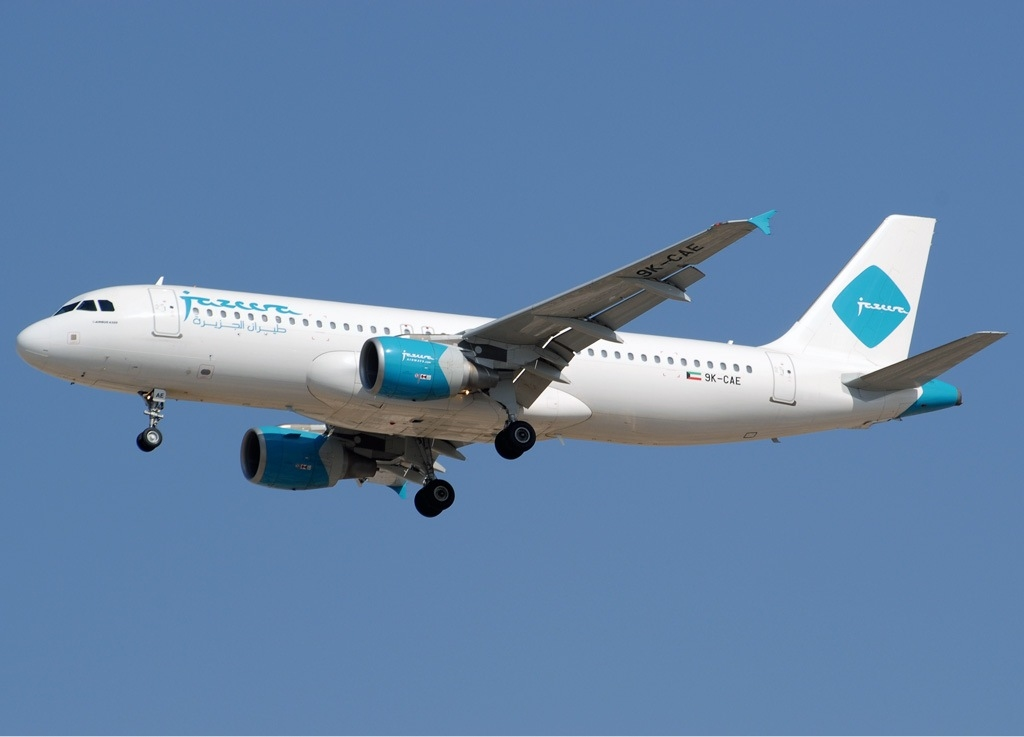
طائرة إيرباص A320 تابعة لشركة طيران الجزيرة باللون السابق.
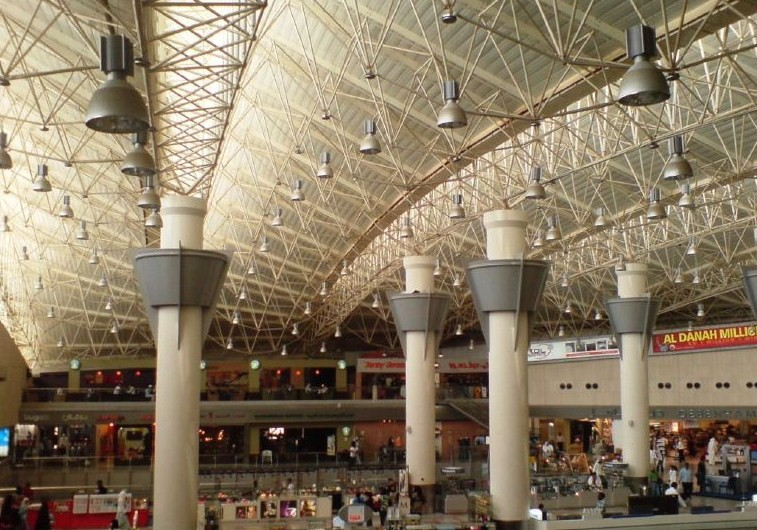
مجمع المطار في مبنى الركاب رقم 1 بمطار الكويت الدولي.